# Roveré della Luna
Roveré della Luna (Roverè in dialetto trentino, Eichholz o Aichholz in tedesco) è un comune italiano di 1 644 abitanti della provincia di Trento in Trentino-Alto Adige.

## Geografia fisica

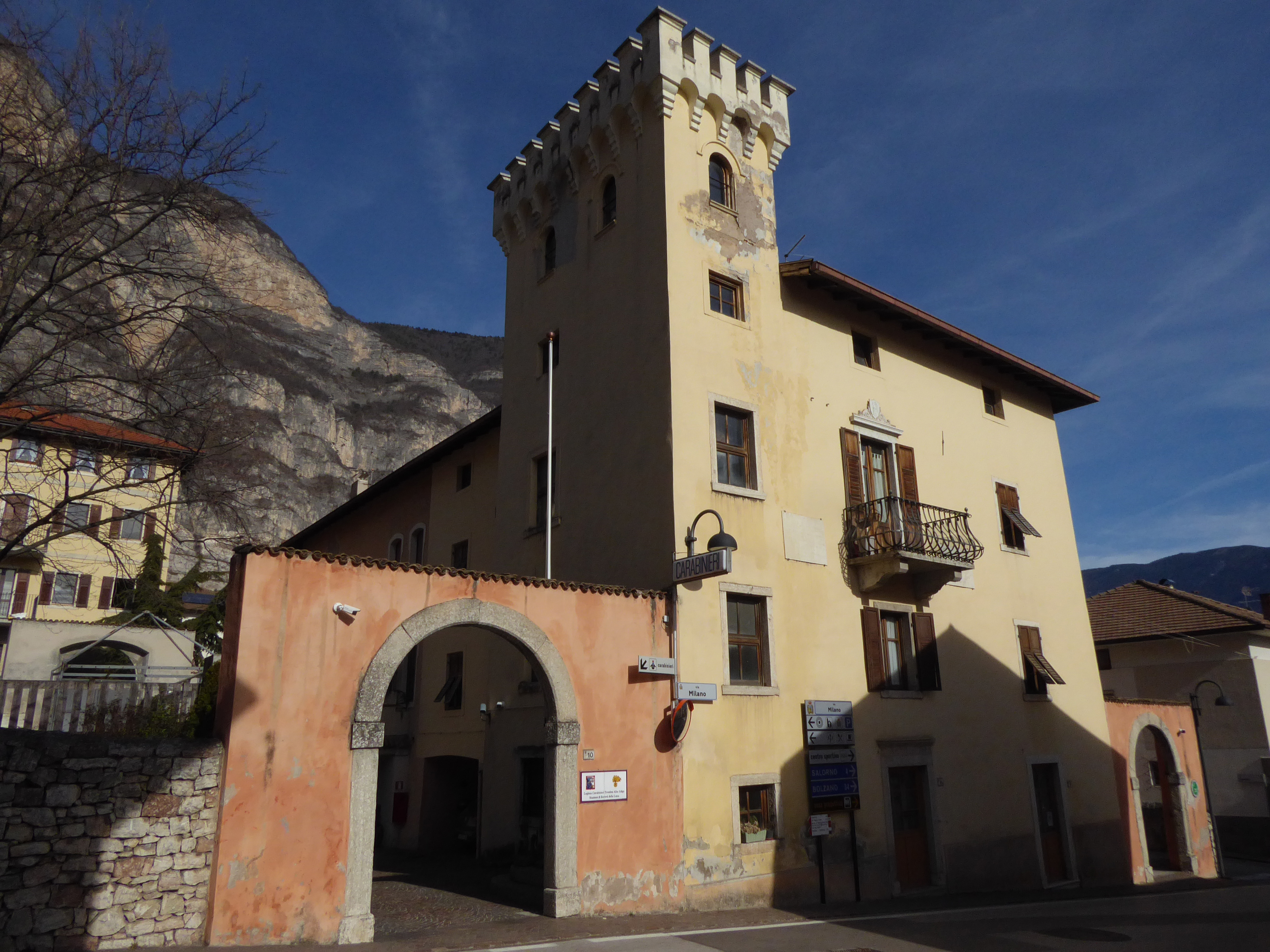
Scorcio, con l'edificio adibito a caserma dei carabinieri

Il comune di Roverè della Luna si sviluppa al confine con la Provincia autonoma di Bolzano, su quote comprese tra i 207 m s.l.m. e i 1873 m s.l.m. Si estende su una superficie di 10,41 km².
Nei pressi del paese la valle dell'Adige si restringe a circa 2-3 km, formando la Chiusa di Salorno, tra il Monte Alto (Geiersberg, 1083 m) a est (direttamente a sud dell'abitato di Salorno) e il Monticello (Wiggerspitz, 1857 m) a ovest sopra Roverè della Luna. Per secoli la stretta ha costituito una barriera naturale tra la parte germanofona e italofona del Trentino-Alto Adige e viene tradizionalmente considerata il confine linguistico tra l'area di lingua germanica e quella di lingua italiana.

## Origini del nome

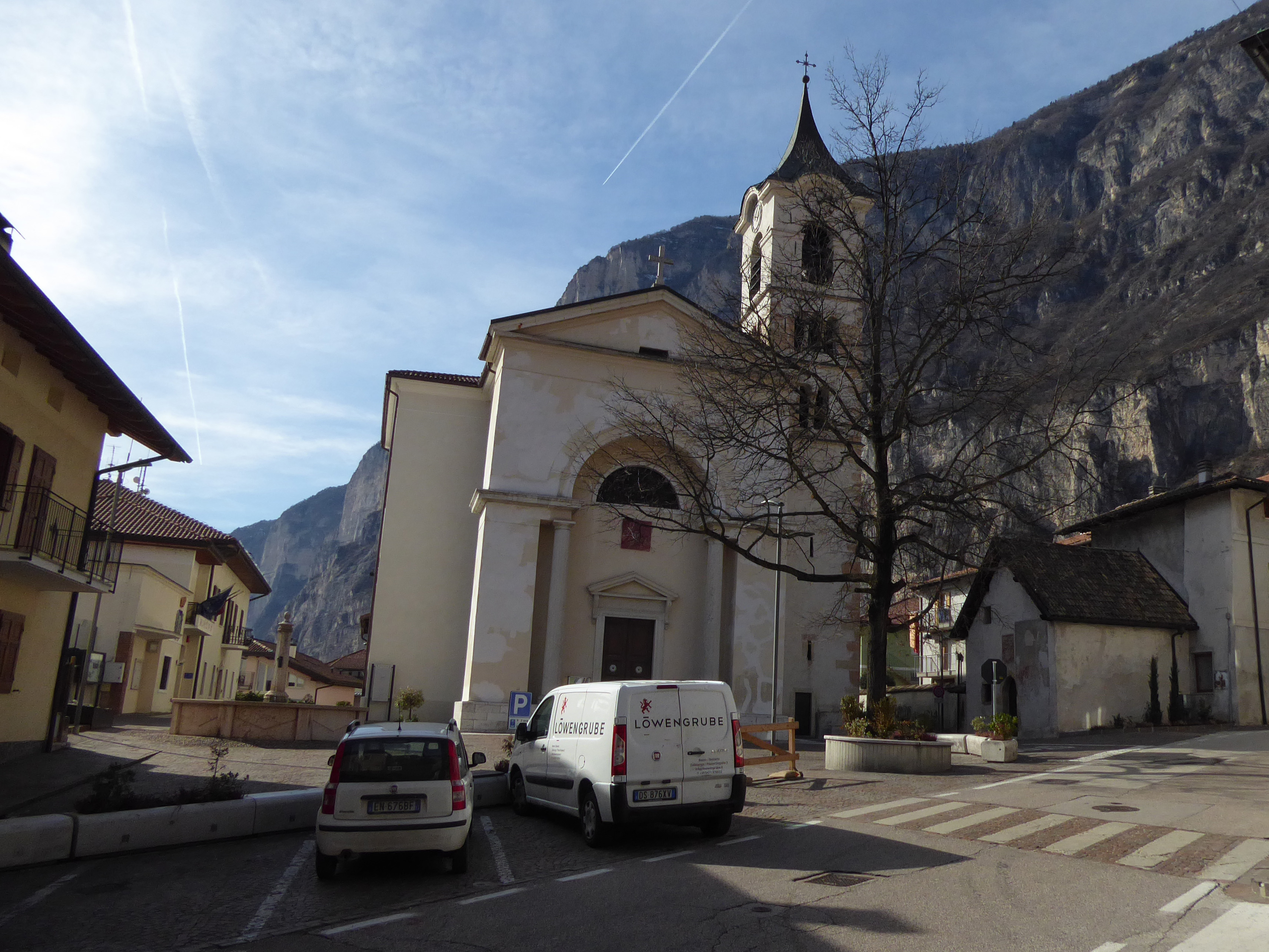
La chiesa di Santa Caterina e, di fianco, la piccola cappella di Sant'Anna

Il nome del paese deriva dal fatto che esso sorge dove un tempo il fiume Adige creava un'ansa (o una "luna") in prossimità di un bosco di roveri. Il fatto che la disposizione dei suoi edifici abbia dato al paese la forma di una falce di luna è solo un caso dovuto alla naturale espansione del borgo lungo l'asse delle due strade principali che lo attraversano. Sviluppo avvenuto per lo più in epoca recente, ma che crea un'immagine assai interessante (se correlata al nome) quando si osserva il paese di notte e dall'alto, cosa ben visibile dal Castello di Salorno.
Il nome potrebbe però anche derivare dalla italianizzazione del sostantivo bavarese lahn o laeun che significa slavina, frana.
L'esonimo utilizzato dalla popolazione germanofona dell'Alto Adige è Aichholz.

## Storia
Nel 1910, associazioni pangermaniche del Tirolo quale la Südmark, il Tiroler Volksbund e il Deutscher Schulverein, progettarono, in una logica prettamente nazionalistica, la creazione di un asilo d'infanzia di lingua tedesca a Roveré.

### Simboli
Lo stemma è stato riconosciuto con DCG del 25 aprile 1929.
La composizione dello stemma allude al toponimo e al paesaggio locale. Il campo è diviso in banda: in alto un cielo azzurro con una falce crescente di luna e in basso in oro su è raffigurato un rovere piantato in una valle in dove sono riconoscibili le rocce del monte di Mezzocorona, il monte Bondone innevato e il corso dell'Adige in argento.

## Monumenti e luoghi d'interesse
- Chiesa di Santa Caterina

## Cultura
Tutti gli anni a Roveré della Luna si celebra la "festa degli alberi", durante la quale i bambini della scuola elementare si riuniscono a Pianizzia per piantare un albero ciascuno.

## Società

### Evoluzione demografica
Abitanti censiti

### Etnie e minoranze straniere
Al 31 dicembre 2015 gli stranieri residenti nel comune sono 209, ovvero il 12,78% della popolazione. Di seguito sono riportati i gruppi più consistenti:
1. Marocco, 68
2. Romania, 56

## Amministrazione
| Periodo | Periodo   | Primo cittadino   | Partito                   | Carica  | Note |
| ------- | --------- | ----------------- | ------------------------- | ------- | ---- |
|         | 1983      | Fulberto Gruber   |                           | Sindaco |      |
| 1983    | 1995      | Mario Tomasini    | Democrazia Cristiana      | Sindaco |      |
| 1995    | 2000      | Mario Tomasini    | Partito popolare italiano | Sindaco |      |
| 2000    | 2010      | Mario Tomasini    |                           | Sindaco |      |
| 2010    | 2015      | Michele Kaswalder | Lista civica              | Sindaco |      |
| 2015    | in carica | Luca Ferrari      | Lista civica              | Sindaco |      |